# Vatra (complex etno-cultural)
Vatra este un complex etno-cultural amplasat la periferia rezervației științifice Codru, în apropierea orașului Strășeni (32 km nord-vest de Chișinău) din Republica Moldova. Aici se desfășoară un set de evenimente de importanță atât locală, cât și națională pentru Republica Moldova; pentru anul 2019 incluzând următoarele festivități:
- Carnavalul copiilor (25 – 26 mai 2019)
- Festival medieval (21 – 23 iunie 2019)
- Festivalul Identității Naționale (14-15 septembrie 2019)

De asemenea aici se desfășoară târguri, spectacole, expoziții de obiecte de artizanat, costume populare, gastronomie tradițională, ateliere, master-class-uri, locuri de joacă pentru copii, terenuri de sport și zonă de camping, evenimente de week-end (DRUMEȚII),astfel creându-se practic un parc industrial-cultural. Complexul are o suprafață de 10 hectare și este capabil să găzduiască în jur de 50.000 de vizitatori.

## Legături externe
- Pagină web
- Atmosferă incendiară la Vatra. Mii de oameni au cântat Independența la evenimentul organizat de Publika Arhivat în 30 august 2014, la Wayback Machine. Publika TV. Accesat la 27.08.14
- Festivalul Medieval la Complexul Etno-Cultural VATRA Arhivat în 30 mai 2014, la Wayback Machine. Isic
- (video) Premieră pentru Republica Moldova: Complex etno-cultural în apropriere de Chișinău Unimedia. Accesat la 23.04.2014
- Proiect grandios! Un complex etno-cultural va fi deschis lângă Chișinău Agora